# Halo: The Master Chief Collection
Halo: The Master Chief Collection — сборник компьютерных игр серии Halo. Сборник был выпущен в 2014 году для игровой консоли Xbox One, в 2019 году для Windows и в 2020 году — для Xbox Series X/S.
Каждая игра в сборнике Master Chief Collection получила графическое обновление: Halo 2 получил полностью переработанный звук и видеоролики с высоким разрешением, эксклюзивные для коллекции, в честь своего 10-летнего юбилея.
В сборник входят Halo: Combat Evolved Anniversary, Halo 2: Anniversary, Halo 3, Halo 3: ODST, Halo: Reach и Halo 4, которые изначально были выпущены на более ранних платформах Xbox.
Многопользовательский режим коллекции включает все карты, изначально выпущенные с каждой игрой, включая шесть карт Halo 2.
Критики в целом хвалили The Master Chief Collection за обновленные звуковые и визуальные эффекты, а также за количество контента, но критиковали за значительное количество ошибок в многопользовательском режиме. Многие из этих технических проблем были позже исправлены в патчах, выпущенных после выпуска, и рецензенты нашли время, чтобы более положительно пересмотреть коллекцию после её обновлений.

## Игровой процесс
The Master Chief Collection изначально включала в себя Halo: Combat Evolved Anniversary, Halo 2 Anniversary, Halo 3 и Halo 4 со всеми дополнительными материалами, включая все многопользовательские карты и режимы игры. Не было внесено никаких изменений в сюжет или геймплей оригиналов. Игры представляют собой шутеры от первого лица с боями на транспорте в режиме от третьего лица. У каждой кампании есть четыре уровня сложности и доступ к модификаторам геймплея, называемым «Черепа».
Все четыре кампании могут быть пройдены в одиночку или кооперативно через разделенный экран на Xbox One и Series X/S или Xbox Live. В версии для Windows нет возможности разделенного экрана, но можно играть в кооперативе онлайн с друзьями в Steam и друзьями в Xbox.
Как и в Combat Evolved Anniversary, игроки в Halo 2 могут мгновенно переключаться между оригинальной и улучшенной графикой. Дополнения к кампании Halo 2 включают «Терминалы» и новые киноэпилоги, связывающие серию с Halo 5.
Многопользовательский режим Halo 2 Anniversary использует шесть улучшенных карт, в то время как стандартный режим мультиплеера Halo 2 включает все карты, выпущенные в оригинальной игре, с полным графическим обновлением, но без улучшений.

## Разработка
Коллекция была разработана 343 Industries совместно с Certain Affinity, Ruffian Games, Saber Interactive, Blur Studio, и United Front Games. Ruffian Games отвечала за разработку портов для Halo 3 и Halo 4. Halo 3 и Halo 4 получили не только простую модернизацию освещения, но и увеличение частоты кадров и разрешения рендеринга. 343 Industries разработала интерфейсы и онлайн-сети. United Front Games разработала единый интерфейс, который работает во всех играх.

## Выпуск
| Сводный рейтинг    | Сводный рейтинг             |
| Агрегатор          | Оценка                      |
| ------------------ | --------------------------- |
| GameRankings       | 85,23 %                     |
| Metacritic         | 85/100                      |
| Иноязычные издания |                             |
| Издание            | Оценка                      |
| Eurogamer          | 9/10                        |
| Game Informer      | 9,25/10                     |
| GameSpot           | 6/10                        |
| IGN                | 9/10 (Xbox One) 9,5/10 (PC) |
| Polygon            | 8/10                        |
| Trusted Reviews    | 9/10                        |

9 июня 2014 года Halo: The Master Chief Collection была анонсирована на выставке Electronic Entertainment Expo с трейлером под названием «Hunter and the Hunted». Трейлер был создан анимационной компанией Digital Domain, которая ранее участвовала в создании других рекламных роликов Halo. Перед релизом были выпущены несколько других трейлеров, демонстрирующих обновленную синематеку и игровой процесс из всех игр коллекции. 31 октября 2014 года компания 343 Industries выпустила документальный фильм Remaking the Legend — Halo 2: Anniversary, в нём также представлены интервью с разработчиками из 343 Industries. Документальный фильм изначально транслировался на Twitch, а позже стал доступен на канале Halo на сервисе YouTube.

### Таблица выпуска отдельных игр в составе сборника
| Игра                             | Даты выпуска        | Даты выпуска | Даты выпуска          | Даты выпуска | Даты выпуска        | Даты выпуска    |
| Игра                             | Xbox One            | Xbox One     | Windows               | Windows      | Xbox Series X/S     | Xbox Series X/S |
| -------------------------------- | ------------------- | ------------ | --------------------- | ------------ | ------------------- | --------------- |
| Halo: Combat Evolved Anniversary | 11 ноября 2014 года | [ 21 ]       | 3 марта 2020 года     | [ 22 ]       | 17 ноября 2020 года | [ 23 ]          |
| Halo 2: Anniversary              | 11 ноября 2014 года | [ 21 ]       | 12 мая 2020 года      | [ 24 ]       | 17 ноября 2020 года | [ 23 ]          |
| Halo 3                           | 11 ноября 2014 года | [ 21 ]       | 14 июля 2020 года     | [ 25 ]       | 17 ноября 2020 года | [ 23 ]          |
| Halo 3: ODST                     | 30 мая 2015 года    | [ 26 ]       | 22 сентября 2020 года | [ 27 ]       | 17 ноября 2020 года | [ 23 ]          |
| Halo: Reach                      | 3 декабря 2019 года | [ 28 ]       | 3 декабря 2019 года   | [ 28 ]       | 17 ноября 2020 года | [ 23 ]          |
| Halo 4                           | 11 ноября 2014 года | [ 21 ]       | 17 ноября 2020 года   | [ 29 ]       | 17 ноября 2020 года | [ 23 ]          |